# 佐々田三郎
佐々田 三郎（ささだ さぶろう、1887年〈明治20年〉12月29日 - 1970年〈昭和45年〉3月）は日本の実業家。旧姓錦織。
元貴族院議員佐々田懋の養子。

## 経歴
島根県簸川郡簸川村出身。錦織栄次郎の三男。
大正2年（1913年）東大法学部卒。安田保善社に入社。翌年安田銀行に転じる。
同12年（1923年）監理課長、同13年（1924年）海外視察、同15年（1926年）以降兵庫支店長、続いて神戸、京都、大阪各支店長を歴任。
昭和26年（1951年）第三信用組合長。
その間安田保善社取締役、アマゾニヤ産業、大垣共立銀行、大多喜天然ガス、富国繊維各取締役、佐々田奉公会理事等をつとめた。
のち、東京都信用組合協会長を務めた。

## 人物像
趣味は謡曲、囲碁、読書、運動、旅行。宗教は臨済宗。

## 家族・親族

### 佐々田家
- 妻・美子[1]
- 長男・太郎[3]
- 長女・智恵子[3]
- 二女・治子[3]
- 二男・良次[3]
- 三男・眞三郎[3]
- 三女・清子[3]
- 四男・健四郎[3]
- 五男・善五郎[3]